# Benjamin Malaty
Benjamin Malaty (né le 7 mai 1986 à Agen) est un athlète français, spécialiste des courses de fond. 

## Biographie
En 2011, Benjamin Malaty prend la 12e place en individuel lors des championnats d'Europe de cross-country. Par équipes, il remporte le titre aux côtés de Hassan Chahdi, Morhad Amdouni et Mokhtar Benhari.
En mars 2012, à La Roche-sur-Yon, il devient champion de France de cross long devant Mohamed-Khaled Belabbas et Denis Mayaud.
Un mois plus tard, Benjamin Malaty prend part à son premier marathon, le marathon de Paris. Il termine 19e et premier Français en 2 h 13 min 15 s.
En 2013, il se classe 13e en 2 h 12 min du marathon de Paris. Terminant premier Français, il devient ainsi sélectionnable sur cette épreuve pour les Championnats du monde d'athlétisme 2013 à Moscou.
À Moscou, il prend la 28e place en 2 h 19 min, seul français engagé sur la discipline.
Il finit sa saison avec les Europes de Cross à Belgrade où il termine à la 34e place individuelle, et se classe à la 4e place par équipe.
La saison 2014 ponctuée de blessures, il ne fera que le marathon des championnats d'Europe à Zurich en 2 h 17 min qui le place 15e et 2e par équipe lors de la coupe d'Europe.

### Palmarès
| Année | Épreuve                                  | Lieu      | Position | Type        | Temps           |
| ----- | ---------------------------------------- | --------- | -------- | ----------- | --------------- |
| 2011  | Championnats d'Europe de cross-country   | Velenje   | 12e      | Individuel  | 29 min 44 s     |
| 2011  | Championnats d'Europe de cross-country   | Velenje   | 1er      | Par équipes | 34 pts          |
| 2012  | Marathon de Paris                        | Paris     | 19e      | Individuel  | 2 h 13 min 15 s |
| 2013  | Marathon de Paris                        | Paris     | 13e      | Individuel  | 2 h 12 min      |
| 2013  | Championnats du Monde de marathon hommes | Moscou    | 28e      | Individuel  | 2 h 19 min 21 s |
| 2014  | Championnats d'Europe de marathon hommes | Zurich    | 15e      | Individuel  | 2 h 17 min 09 s |
| 2014  | Championnats d'Europe de marathon hommes | Zurich    | 2e       | Par équipes | 2 h 19 min      |
| 2015  | Marathon de Francfort                    | Francfort | 27e      | Individuel  | 2 h 17 min 26 s |
| 2016  | Marathon de Paris                        | Paris     | 14e      | Individuel  | 2 h 16 min 17 s |
| 2017  | Marathon de Paris                        | Paris     | 15e      | Individuel  | 2 h 13 min 06 s |
| 2019  | Marathon de Paris                        | Paris     | 12e      | Individuel  | 2 h 13 min 25 s |
| 2019  | Marathon de Valence                      | Valencia  | 33e      | Individuel  | 2 h 12 min 21 s |

#### Autres
- Champion d'Aquitaine de cross-country en 2008

### Records
| Épreuve       | Performance     | Lieu  | Date            |
| ------------- | --------------- | ----- | --------------- |
| Semi-marathon | 1 h 04 min 20 s | Reims | 16 octobre 2011 |
| Marathon      | 2 h 11 min 59 s | Paris | 07 avril 2013   |